# Фокін Юрій Тенгісович
Юрій Тенгісович Фокін (нар. 3 січня 1966, Донецьк, УРСР) — радянський та український футболіст, виступав на позиції півзахисника та захисника.

## Кар'єра гравця

### Ранні роки та радянський період
Юрій Фокін народився 3 січня 1966 року в Донецьку. Вихованець місцевого «Шахтаря», перший тренер — П. Пономаренко. З 1983 по 1986 роки виступав за дублюючий склад гірників, у 1984 та 1985 роках відзначився 4-ма голами в першості дублерів, у 1986 році зіграв 13 матчів (2 голи) у цьому змаганні. У 1986—1987 роках проходив військову службу в київському СКА, яке виступало в другій союзній лізі. У футболці київських армійців зіграв 61 матч та відзначився 2-ма голами. У 1987 році повернувся до складу донецьких «гірників», але зіграв у їх складі усього 2 матчі у першості дублерів. У 1988 році захищав кольори друголігового охтирського «Нафтовика» (48 матчів та 5 голів у чемпіонаті, 1 поєдинок — у кубок СРСР), а наступного року виступав в іншій друголіговій команді — вінницькій «Ниві», у футболці якої зіграв 34 матчі та відзначився 1 голом. У 1989 році став гравцем сімферопольської «Таврії», яка виступала в першій союзній лізі. Дебютним голом у футболці сімферопольської команди відзначився 19 квітня 1991 року на 42-й хвилині нічийного (1:1) виїзного поєдинку 4-го туру проти ризької «Пардаугави». Юрій вийшов у стартовому матчі та відіграв увесь матч. Загалом у футболці «Таврії» в чемпіонатах СРСР зіграв 90 матчів та відзначився 2-ма голами, ще 4 поєдинки провів у кубку СРСР.

### «Шахтар»
У 1992 році Юрій знову повертається до рідної команди, донецького «Шахтаря». Дебютував за головну команду гірників 1 березня 1992 року в переможному (2:1) виїзному поєдинку 1/8 фіналу кубку України проти львівських «Карпат». Фокін вийшов на поле в стартовому складі, а на 75-й хвилині його замінив Олександр Барабаш. 7 березня 1992 року провів свій дебютний поєдинок у першому розіграші Вищої ліги чемпіонату України в рамках 1-го туру проти запорізького «Металурга» (нічия, 1:1). Юрій вийшов на поле на 60-й хвилині, замінивши Сергія Ященка. Дебютним голом у складі «гірників» відзначився 26 травня 1992 року на 2-й хвилині нічийного (1:1) виїзного поєдинку 1/2 фіналу кубку України проти харківського «Металіста». Юрій вийшов у стартовому складі, а на 60-й хвилині його замінив Сергій Ателькін. Дебютним голом у чемпіонатах України відзначився 9 червня 1992 року на 55-й хвилині переможного (3:2) виїзного поєдинку 18-го туру 1-ї підгрупи вищої ліги чемпіонату України проти кременчуцького «Кременя». Фокін вийшов на поле в стартовому складі та відіграв увесь матч. Загалом у складі «Шахтаря» зіграв 42 матчі (3 голи) у Вищій лізі та 7 матчів (1 гол) у кубку України. Також у першій частині сезону 1993/94 років на правах оренди виступав у фарм-клубі гірників, друголіговому костянтинівському «Металурзі», в складі якого зіграв 18 матчів (1 гол) у чемпіонаті та 2 поєдинки у кубку України.

### «Нафтохімік» та «Таврія»
Під час зимової перерви сезону 1993/94 років перейшов до складу кременчуцького «Нафтохіміка». Дебютував у складі свого нового клубу 26 березня 1994 року в нічийному (0:0) виїзному поєдинку 23-го туру Другої ліги чемпіонату України проти одеського «Чорноморця-2». Юрій вийшов на поле в стартовому складі, а на 80-й хвилині його замінив Олександр Коломієць. Дебютним голом у кременчуцькому клубі відзначився 18 червня 1994 року на 50-й хвилині переможного (4:3) виїзного поєдинку 41-го туру другої ліги проти севастопольської «Чайки». Фокін вийшов на поле в стартовому складі та відіграв увесь матч. За підсумками сезону 1993/94 року «Нафтохімік» з допомогою Юрія Фокіна посів 4-те місце в другій лізі та підвищився до Першої ліги. Загалом у складі «Нафтохіміка» у чемпіонатах України зіграв 70 матчів та відзначився 13-ма голами, ще 3 поєдинки (2 голи) провів у кубку України.
У 1995 році на правах оренди захищав кольори сімферопольської «Таврії». Дебютував у футболці кримського клубу 25 липня 1995 року в програному (3:4) виїзному поєдинку 1-го туру Вищої ліги проти івано-франківського «Прикарпаття». Фокін вийшов на поле на 89-й хвилині, замінивши Сергія Єсіна. У складі «Таврії» зіграв 12 матчів.

### «Шахтар» (Макіївка) та «Нива» (Тернопіль)
У серпні 1996 року захищав кольори макіївського «Шахтаря». Дебютував у складі макіївського клубу 4 серпня в програному (1:2) домашньому поєдинку 1-го туру першої ліги чемпіонату України проти маріупольського «Металурга». Юрій вийшов на поле в стартовому складі, а на 72-й хвилині його замінив Костянтин Громов. У складі макіївських «гірників» зіграв 5 поєдинків.
У вересні того ж року перейшов до складу вищолігової тернопільської «Ниви». Дебютував у складі тернопільської команди 7 вересня 1996 року в переможному (2:1) домашньому поєдинку 7-го туру проти запорізького «Торпедо». Фокін вийшов на поле на 46-й хвилині, замінивши Олега Мішеніна. Дебютним голом у складі тернополян відзначився 14 квітня 1997 року на 2-й хвилині переможного (3:0) домашнього поєдинку 21-го туру проти одноклубників з Вінниці. Юрій вийшов у стартовому складі, а на 67-й хвилині його замінив Андрій Шпак. Протягом свого перебування у Вінниці в чемпіонаті України зіграв 62 матчі та відзначився 4-ма голами, ще 7 матчів (2 голи) провів у кубку України.

### «Металург» (Донецьк) та «Прикарпаття»
Під час зимової перерви в сезоні 1998/99 років перейшов у донецький «Металург». У складі «металургів» дебютував 7 березня 1999 року в програному (0:4) домашньому поєдинку 16-го туру Вищої ліги проти своєї рідної команди, донецького «Шахтаря». Юрій вийшов у стартовому складі та відіграв увесь матч. У футболці «Металурга» зіграв 12 матчів.
Напередодні початку сезону 1999/00 років перейшов до івано-франківського «Прикарпаття». Дебютував у футболці івано-франківського клубу 12 липня 1999 року в нічийному (1:1) виїзному поєдинку 1-го туру Вищої ліги проти свого колишнього клубу, донецького «Металурга». Фокін вийшов у стартовому складі та відіграв увесь матч. У складі «Прикарпаття» зіграв 14 матчів. 6 вересня 1999 року провів свій єдиний поєдинок у складі друголігового фарм-клубу іванофранківців, «Прикарпаття-2» (перемога, 4:0) в рамках 6-го туру групи «А» другої ліги чемпіонату України проти львівських «Карпат-2». Юрій вийшов у стартовому складі, а на 46-й хвилині його замінив Тарас Ковальчук.
У 2000 році захищав кольори аматорського клубу «Шахта Україна» (Українськ), в складі якої зіграв 6 матчів.

### Повернення в «Таврія» та завершення кар'єри
Влітку 2000 року в черговий раз повернувся до сімферопольської «Таврії». Дебютував у футболці кримчан 12 липня 2000 року в переможному (3:0) домашньому поєдинку 1-го туру Вищої ліги проти тернопільської «Ниви». Фокін вийшов у стартовому складі та відіграв увесь матч. Єдиним голом у футболці «Таврії» відзначився 21 квітня 2001 року на 13-й хвилині переможного (2:1) домашнього поєдинку 19-го туру Вищої ліги проти полтавської «Ворскли». Юрій вийшов на поле в стартовому складі та відіграв увесь матч, а на 59-й хвилині отримав жовту картку. Загалом у складі сімферопольців у чемпіонатах України зіграв 30 матчів (1 гол), ще 4 матчі провів у кубку України. У сезоні 2001/02 років також зіграв 2 поєдинки в 3-му раунді кубку Інтертото. По завершенні того сезону вирішив закінчити кар'єру професіонального футболіста.
У 2003 році захищав кольори аматорського клубу «Таврія-ТНУ» (Сімферополь). Наступного року перейшов до іншого аматорського клубу з Криму, «Фенікс-Іллічовця», кольори якого захищав до 2005 року (у сезоні 2005 року зіграв 9 матчів за «феніксів»). Востаннє виходив на футбольне поле в 2010 році будучи граючим головним тренером ФК «Саки».

## Тренерська діяльність
Тренерську діяльність розпочав одразу після завершення кар'єри професіонального футболіста. У 2003 році був граючим тренером «Таврії-ТНУ». З 2005 по вересень 2006 року працював у клубній структурі сімферопольської «Таврії». З вересня 2006 по червень 2008 року допомагав тренувати «Хімік» (Красноперекопськ). З жовтня 2007 року був головним тренером «Фенікс-Іллічовця», після чого до 23 квітня 2010 року допомагав тренувати команду. З серпня 2010 року обіймав посаду граючого головного тренера ФК «Саки».

## Цікаві факти
19 травня 2008 року Фокін був нагороджений Почесною грамотою Верховної Ради Криму за виступи в сімферопольській «Таврії» та за перемогу в чемпіонаті України 1992 року. Тим не менше у Вищій лізі чемпіонату України 1992 року Фокін захищав кольори донецького «Шахтаря» й взяв участь в обох поєдинках донецького клубу того сезону проти сімферопольців, при чому в одному з них отримав жовту картку.